# جاده ئی۸۸ اروپا
جاده ئی۸۸ اروپا (به انگلیسی: European route E88) یکی از جاده‌های اصلی قاره اروپا است که در کشور ترکیه قرار دارد.
این جاده که از شهر آنکارا شروع شده، در شهر رفاهیه به پایان می‌رسد و ۶۲۱ کیلومتر مسافت دارد.